# Mandoer

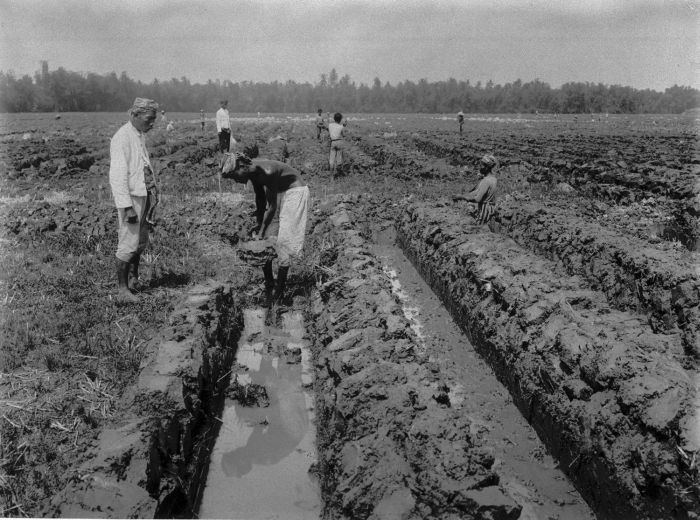
Een koelie graaft plantgeulen in een veld onder toeziend oog van een mandoer (Java, ca. 1900-1935).

Een mandoer was in het voormalige Nederlands-Indië een leider van een werkploeg of meesterknecht op een fabriek, of de opzichter en onderhouder van een publieke plaats, zoals een badinrichting of een park. Een mandoer behoorde altijd tot de inheemse bevolking.
Het woord werd algemeen gebruikt in het Maleis, Javaans (mandor) en Soendanees, maar was ook overgenomen door de in Indië levende Nederlanders en andere Europeanen. Naast het leiden van een werkploeg namen mandoers ook kleine beslissingen in het werkproces, bijvoorbeeld bij het verwerken van suikerriet in de machines of het bereiden van indigoplanten tot de blauwe kleurstof voor weefsels. Tijdens militaire of wetenschappelijke expedities naar onbekende delen van de Indische archipel of naar het binnenland van Nieuw-Guinea stonden de dragers en het overige werkvolk onder leiding van een aantal mandoers.  
Het woord mandoer is ontstaan in de Portugese tijd en stamt af van het werkwoord mandar: ‘bevelen, gelasten’ en is vermoedelijk door de inlanders verbasterd uit mandador: ‘opdrachtgever’.